# Paulaner

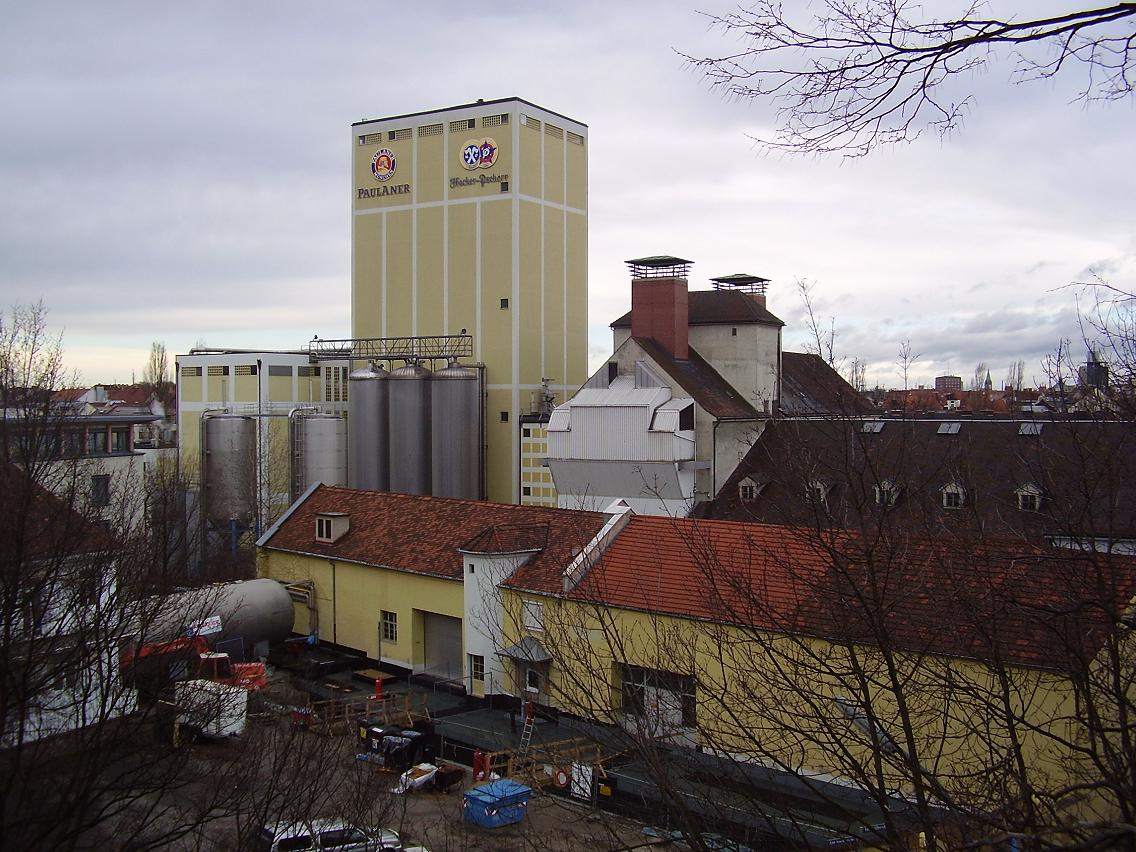
A Paulaner sörfőzde Münchenben

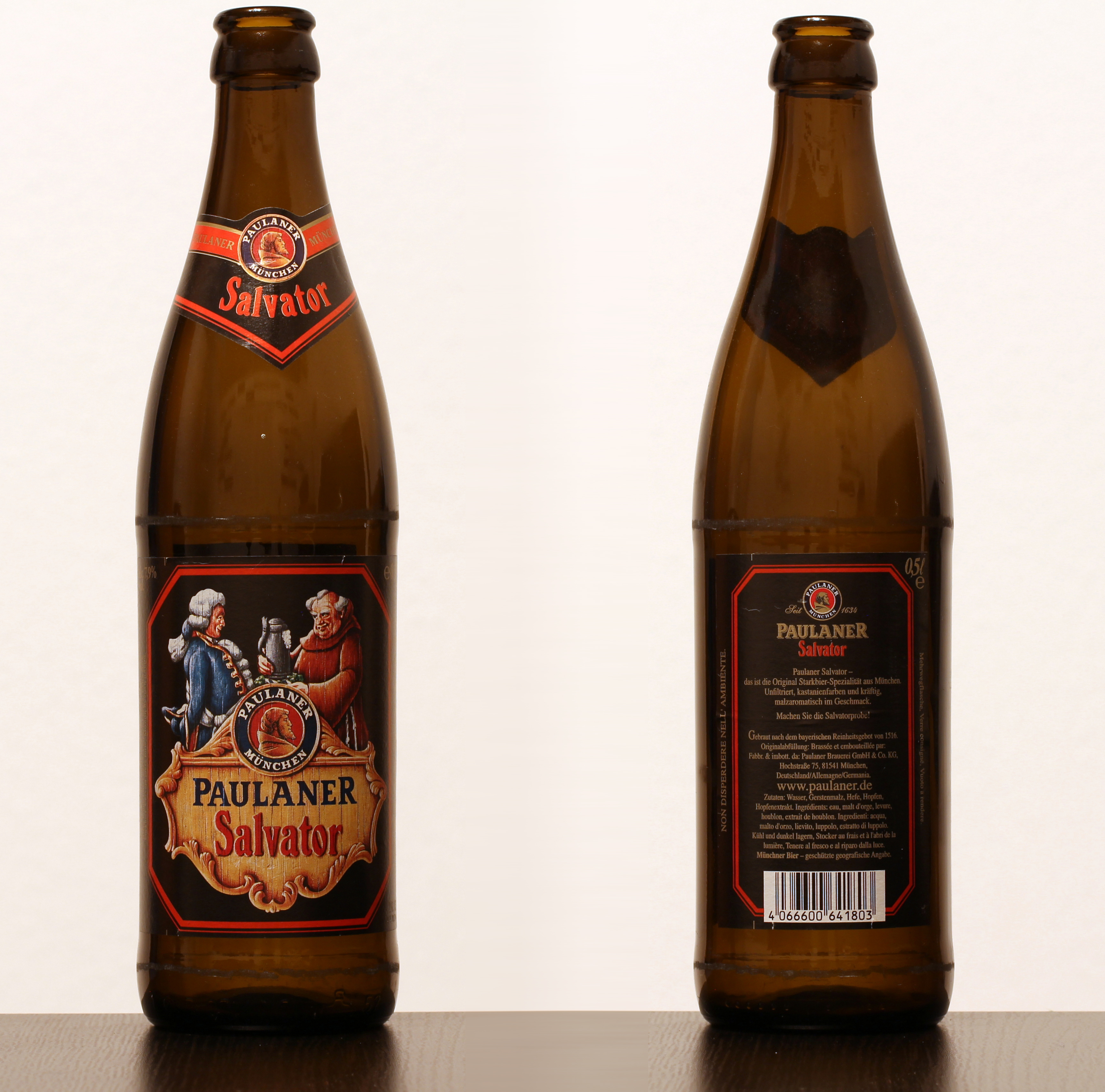
A Paulaner Salvator

A Paulaner egy német sörmárka, a Paulaner Brauerei Gruppe GmbH & Co. KGaA terméke.

## Története
A Paulaner sör története egészen a 17. század kezdetére nyúlik vissza, amikor 1627-ben I. Miksa bajor választófejedelem Itáliából tíz minimita szerzetest telepített a München melletti Neudeck kolostorba, akik egyes más szerzetesrendekhez hasonlóan (lásd belga sörök) foglalkoztak sörkészítéssel. Az első írásos emlék a szerzetesek sörfőzdéjére vonatkozóan 1634-ből származik. Az ünnepnapokon engedéllyel értékesíthető sörük viszonylag erős bak sör volt. 1799-ben a kolostor felszámolását követően az épületegyüttest penitenciariává alakították át, míg a sörfőzdét 1806-tól Franz Xaver Zachel, helyi sörfőző először csak bérbe vette, majd 1813-ban megvásárolta és a „paolai barátok aranyát” Németország egyik legismertebb sörévé tette. A korábbi szokásokat folytatva Salvator néven új bak sört kezdett főzni, 1861-ben pedig Nockherbergen megnyílt a „Salvatorkeller.”
1928-ban a Paulaner sörgyár egyesült a szintén müncheni Gebrüder Thomasbräu sörgyárral,  létrehozva a Paulaner Salvator Thomas Bräut, és még ugyanebben az évben piacra dobta az első müncheni lager sört, a Paulaner Original Münchnert. 1979-ben a Paulaner a Schörghuber Corporate Group tagja lett, és napjainkban Bajorország és München legnagyobb sörgyártója évi 2,7 millió hektoliteres forgalmával és 400 000 hektoliteres exportjával.
Jelenleg a Paulaner sörgyár a BHI (Brau Holding International AG) része, mely Schörghuber Unternehmensgruppe (50,1%) és a holland Heineken N.V. (49,9%) tulajdonában van.

## Minőség
A Paulaner betartja az eredeti receptúrák utasításait, emellett nem adják ki a kezükből a sörök elkészítésének licencét. Emiatt a világban bárhol csomagolt (palackos, dobozos vagy hordós) Paulaner sör mindegyike Münchenben készült. Az alapanyagok a malátázáshoz szükséges gabona, pl. a búza, az árpa, továbbá a komló és a víz ugyanazokról a földekről, ugyanabból a forrásból származik. A legtöbb sörük elkészítése esetében a betartják a Bajor tisztasági törvény rendelkezéseit.

## Termékek
- Paulaner Hefe-Weissbier Naturtrüb (5,5%) - szűretlen búzasör
- Paulaner Hefe-Weissbier Dunkel (5,3%) - szűretlen barna búzasör
- Paulaner Isar Weisse (3,4%) - csökkentett alkohol- és kalóriatartalmú búzasör
- Paulaner Hefe-Weissbier Alkoholfrei (>0,5%) - alkoholmentes búzasör
- Paulaner Weißbier-Zitrone Naturtrüb (2,7%) - citromos búzasör
- Paulaner Weißbier-Zitrone Alkoholfrei (>0,5%) - alkoholmentes citromos búzasör
- Paulaner Nockherberger (5,2%) - sörspecialitás (csak a müncheni Nockherberg Paulanerkellerben érhető el)
- Paulaner Oktoberfest Bier (6,0%) - szezonális sörspecialitás (csak az őszi sörfesztiválokra, különösen az Oktoberfestre)
- Paulaner Münchner Hell (4,9%) - világos sör
- Paulaner Münchner Ur-Dunkel (5,0%) - barna sör
- Paulaner Münchner Alkoholfrei (0,5%) - alkoholmentes világos sör
- Paulaner Münchner Urtyp (5,5%) - pils típusú világos sör
- Paulaner Natur Radler (2,5%) - radler
- Paulaner Zwickl (5,5%) - kellerbier
- Paulaner Pils (4,5) - klasszikus német pils
- Paulaner Salvator (7,5%) - erős sörspecialitás (doppel bock)
- Paulaner Weissbier Kristallklar (5,5%) - szűrt búzasör